# 有田洋之
有田洋之（日語：有田 洋之，1971年9月20日—），日本男性配音員、旁白。出身於大阪府。身高177cm。B型血。

## 人物簡介
現為株式會社TAKARA （页面存档备份，存于）代表，2018年3月底以前從屬大阪TV talent bureau（簡稱TTB）。大阪學院大學經濟學部畢業。
早年進入TTB開始，以大阪和關西地區當地的電視台、電台及廣告的旁白工作為主業。
1996年起在SNK電玩格鬥遊戲《格鬥天王》幫登場角色陳可漢配音，而這是他唯一為人熟悉的代表配音作品，並且有一段時間還幫SNK其他遊戲的角色進行配音。
興趣有薩克斯風&吉他演奏、音樂鑑賞。特長是打籃球、高爾夫球、棒球、柔道。

## 演出作品

### 遊戲
※斜體字表示說明飾演至今的作品系列。
- 格鬥天王系列（陳可漢）[注 1]

1995年
- 侍魂 斬紅郎無雙劍（壬無月斬紅郎）

1997年
- REAL BOUT 餓狼傳說 SPECIAL（勞倫斯·布拉德）

1998年
- REAL BOUT 餓狼傳說2（勞倫斯·布拉德）

1999年
- 武力 ～BURIKI ONE～（日语：武力 〜BURIKI ONE〜）（伊旺·索洛科夫、席八）

2000年
- 格鬥天王2000（G-斗篷）[注 2]

2001年
- CAPCOM VS. SNK 2 MILLIONAIRE FIGHTING 2001（日语：CAPCOM VS. SNK 2 MILLIONAIRE FIGHTING 2001）（陳可漢）

2005年
- 格鬥天王XI（席八）

### 電視節目
讀賣電視台
- 「關西情報網10！（日语：かんさい情報ネットten.）」旁白
- 「大阪」
- 「人生的一大決心SP」旁白
- 「解決！雨上堂」旁白

朝日放送／朝日電視台
- 「熱鬥甲子園（日语：熱闘甲子園）」（2016年）旁白
- 「第90回全國高校野球大會·夏日後記」旁白
- 「一流之眼」旁白
- 『Night in Night「No.1號館」再現VTR』／飾演千原Jr.

GAORA
- 「NFL開幕儀式！完整專訪」旁白
- 「仲西淳 新」旁白

其它電視台
- 關西電視台「RANKO&MAYUPOLICE」旁白
- 洛西Cable Vision（日语：洛西ケーブルビジョン）「三關王」旁白

### 廣播節目
- FUNKY SPORTS（FM802）
- 大阪電台節目開頭

### 電視／電台廣告
- 小林製藥
- Mizuno
- Duskin（日语：ダスキン）
- JR西日本
- 象印
- 黃櫻（日语：黄桜）
- Panasonic
- Acecook（日语：エースコック）
- 愛眼（日语：愛眼）
- 京瓷集團（日语：京セラドキュメントソリューションズ）
- 海遊館
- 東洋Tec（日语：東洋テック）
- 伯方之鹽
- 產經新聞
- 赤帽
- 研伸館（日语：研伸館）
- 阪急三號街（日语：阪急三番街）
- 大阪瓦斯
- 點天餃子（日语：点天）[注 3]
- 池田泉州銀行

等

### 其它
- 仙台市交通局－仙台市地下鐵南北線的各站自動廣播
- 埼玉高速鐵道的各站自動廣播
- 東日本旅客鐵道（JR東日本）－外房線的各站自動廣播
- 大阪市交通局－大阪市營地下鐵的各站自動廣播（所有路線）
- 近畿日本鐵道－大阪、名古屋線系統路線的各站自動廣播（部分）、特急列車的車上自動廣播、田原本線的車上自動廣播、奈良線的車上自動廣播（阪神1000系（日语：阪神1000系電車）、阪神9000系（日语：阪神9000系電車）以外）、京都線（京都市交通局10系電車以外）的車上自動廣播、天理線的車上自動廣播、橿原線的車上自動廣播

## 腳註

### 來源
1. 1 2  ，第76頁，新聲社，1997年（平成9年）9月27日發行 ISBN 4-88199-381-X
2. 1 2 3 4 5 6 7 8  ，第107頁，新聲社，1997年（平成9年）6月9日發行 ISBN 4-88199-345-3
3. 1 2 3 4 5  . TAKARA.   [2018-06-16]. （原始内容存档于2020-11-01） （日语）.

## 外部連結
- 株式會社TAKARA公式官網 （页面存档备份，存于） （日語）